# 雲井龍之介
雲井 龍之介（くもい りゅうのすけ、1903年7月15日 - 1980年12月22日）は、日本の俳優である。初期に雲井 淳（くもい あつし）と名乗った。本名は澤 武史（沢-、さわ たけし）。極東キネマでは、市川寿三郎、綾小路絃三郎とともに「極東の三羽烏」と呼ばれた剣戟俳優である。

## 人物・来歴
1903年（明治36年）7月15日、東京府東京市（現在の東京都）に「澤武史」として生まれる。
1924年（大正13年）東亜キネマ等持院撮影所に入社、同年、「雲井淳」の名で、寿々喜多呂九平脚本、沼田紅緑監督の『斬奸』に久富美雄三役で出演する。1926年（大正15年）、主演俳優に昇格し、村越章二郎監督の『勤王』で新進スターとして売り出される。広瀬五郎監督の『剣侠受難』（1927年）、後藤秋声監督の『砂絵呪縛』（1927年）等に主演した後に、1929年（昭和4年）、河合映画に移籍した。同年の主演作『貝殻一平』は、5社競作の人気原作で、相手役には琴糸路が起用された。
1930年（昭和5年）、帝国キネマ演芸移籍、渡辺新太郎監督の『次郎吉ざんげ』等に出演、1931年（昭和6年）、同社が新興キネマに改組された。
1932年（昭和7年）には、東亜キネマを改組した東活映画社へ移籍、志波西果が監督した『夜明けの女』等に出演したが、同年、同社が解散したため、1933年（昭和8年）、日活太秦撮影所に移籍した。同社では、9本に出演し、大河内傳次郎の代役で出演した尾崎純監督の『へり下りの利七』を最後に、1934年（昭和9年）に片岡千恵蔵の片岡千恵蔵プロダクション、1935年（昭和10年）には永田雅一の第一映画、マキノ正博のマキノトーキー製作所と転々とした。
1936年（昭和11年）、前年に設立された極東映画に移籍、5年間に57本に出演した。1941年（昭和17年）、高田博文監督の『燃ゆる魂』に出演した後は、極東映画が合併して消滅し、事実上の引退となった。
1980年（昭和55年）12月22日、死去した。満77歳没。

## おもなフィルモグラフィ
- 『斬奸』 : 監督沼田紅緑、1924年
- 『勤王』 : 監督村越章二郎、1926年 - 初主演
- 『剣侠受難』 : 監督広瀬五郎、1927年
- 『砂絵呪縛』第一篇・第二篇・第三篇 : 監督後藤秋声、1927年
- 『雲井竜雄』前篇・後篇 : 監督後藤秋声、1928年
- 『高杉晋作』 : 監督広瀬五郎、1928年
- 『夕霧の仙太』 : 監督石田民三、1929年
- 『貝殻一平』 : 監督村越章二郎、1929年
- 『次郎吉ざんげ』 : 監督渡辺新太郎、1931年
- 『夜明けの女』前篇・後篇 : 監督志波西果、1932年
- 『へり下りの利七』 : 監督尾崎純、1934年
- 『新篇水戸黄門』 : 監督山口哲平、1939年
- 『続水戸黄門』前篇・後篇 : 監督山口哲平、1940年
- 『燃ゆる魂』 : 監督高田博文、1941年

## 註
1. 1 2 3 4 5 6 7  『無声映画俳優名鑑』、無声映画鑑賞会編、マツダ映画社監修、アーバン・コネクションズ、2005年、p.140
2. 1 2 3 4 5 6 7  #外部リンク欄、「雲井竜之介」リンク先、日本映画データベース、2009年10月27日閲覧。
3. ↑  『無声映画俳優名鑑』、p.128。